# Repelón
Repelón là một khu tự quản thuộc tỉnh Atlántico, Colombia. Thủ phủ của khu tự quản Repelón đóng tại Repelón Khu tự quản Repelón có diện tích 363 ki lô mét vuông. Đến thời điểm ngày 28 tháng 5 năm 2005, khu tự quản Repelón có dân số 18129 người.